# Serixia batchianensis
Serixia batchianensis är en skalbaggsart som beskrevs av Stefan von Breuning 1958. Serixia batchianensis ingår i släktet Serixia och familjen långhorningar. Inga underarter finns listade i Catalogue of Life.